# Братковичи
Братковичи (укр. Братковичі) — село в Городокской городской общине Львовского района Львовской области Украины.
Население по переписи 2001 года составляло 1314 человек, 1310 человек в 2021 году. Занимает площадь 1,295 км². Почтовый индекс — 81504. Телефонный код — 3231.